# Xã Jackson, Quận Vinton, Ohio
Xã Jackson (tiếng Anh: Jackson Township) là một xã thuộc quận Vinton, tiểu bang Ohio, Hoa Kỳ. Năm 2010, dân số của xã này là 741 người.